# Studenterhuset (Københavns Universitet)
Studenterhuset er et spillested, café og kulturhus i Købmagergade, ved siden af Rundetårn i København. Stedet er lavet for og af studerende på Københavns Universitet, men bliver brugt af alle.
Der spilles livemusik hver torsdag og fredag, hvor torsdag er reserveret til jazz, mens fredagen er åben for alle genrer, dog mest rock. Det er primært upcoming navne der spiller, men lidt mere genkendelige navne som epo-555 og Red Warszawa har spillet der. Musikkonkurrencen Optour brugte Studenterhusets lokaler i 2006.
Studenterhuset har også en del aktivitetsgrupper for studerende på universitetet – stedet bliver brugt til alt fra øvelokale til Tai Chi-gymnastik og politiske debatgrupper. Hver anden måned holder Studenterhuset en musikquiz der er åben for alle, hvor man kan vinde penge. Der er dog "almen viden"-quiz oftere.
I 2004 kunne Studenterhuset fejre 20-års jubilæum, hvor blandt andre Baby Woodrose og Kira & The Kindred Spirits spillede.

## Historie
Tekst mangler, hjælp os med at skrive teksten

## Ekstern henvisning
- Studenterhusets hjemmeside Arkiveret 6. december 2008 hos  Wayback Machine

55°40′52″N 12°34′35″Ø / 55.6812°N 12.5763°Ø
|  | Denne artikel om en bygning eller et bygningsværk kan blive bedre, hvis der indsættes et (bedre) billede. Du kan hjælpe ved at afsøge Wikimedia Commons for et passende billede eller lægge et op på Wikimedia Commons med en af de tilladte licenser og indsætte det i artiklen. |